# Jason Nash
Jason Eric Nash (ur. 23 maja 1973 w Bostonie) – amerykański aktor, komik i youtuber. Najbardziej znany ze swojego kanału na portalu Vine, był także półfinalistą programu Last Comic Standing w 2010 roku. W 2016 roku Nash zaczął pojawiać się we vlogach Davida Dobrika jako jeden z członków The Vlog Squad, a później założył własny kanał na portalu YouTube.